# りんぐ&りんく!
『りんぐ&りんく!』は、水沢あきとによる日本のライトノベルである。イラストは木場智士。電撃文庫より、2009年10月に刊行された。

## ストーリー
ある日、市瀬凛におびき出された常盤祐樹はケータイ写真で脅され彼女の所有物となってしまう。

## 登場人物
常盤 祐樹（ときわ ゆうき）
「スコル」と呼ばれる希少な存在のため、「ソール」に狙われるようになる。

## 用語
スコル
あらゆるものを武器に作り変え、ソールが武器を好きな時に取り出せる世界に隠すことができる者。
契約の時につける指輪は、自分の意思では抜けずソールにしか抜くことができない。
ソール
指輪によって契約を結んだスコルが隠した武器を呼び出して使うことができる者。スコルの数は少ないので、スコルをめぐって「争奪戦」（クラ）が起こる。

## 単行本
電撃文庫より刊行。
1. 2009年10月10日発売 ISBN 978-4-04-868088-2